# Khung trần nổi
Khung trần nổi là một bộ phận kết cấu chịu lực và mỹ thuật của loại trần khung nổi, đang được mọi người lựa chọn nhiều nhất trong các công trình xây dựng nhờ các đặc tính ưu điểm.

## Chức năng
Làm giá đỡ cho tấm trần thạch cao hay cho tấm trần loại khác.

## Chi tiết cấu tạo
- Thanh chính: là thanh chịu lực chính làm bằng kim loại, được treo lên xà gồ, vì kèo của mái hay các dầm sàn chịu lực của tầng trên bằng các cụm ty treo và tăng đơ.
- Thanh phụ: là thanh được liên kết với thanh chính để tạo thành kiểu dáng các ô vuông, tròn, mảng cong... theo đúng yêu cầu bản vẽ thiết kế trần.
- Thanh viền tường: là thanh có thiết diện chư v thường được liên kết với tường hoặc vách ngăn, làm đường viền bao xung quanh trần, làm đẹp chỗ nối tiếp giáp giữa trần và vách ngăn, tường bao che.
- Các tấm trang trí: Các tấm trần thạch cao sẽ được đặt lên các hệ thanh (chính, phụ, viền tường) tạo thành bề mặt trần trang trí, trông rất là mỹ thuật tạo cảm giác sang trọng làm nhiều người thích.

## Ưu điểm
- khung trần làm bằng kim loại nhẹ, cứng, chống rỉ sét, chịu nhiệt, ẩm.
- tấm trần làm bằng thạch cao là một loại chất có gốc từ tự nhiên không gây độc hại có khả năng cách nhiệt rất tốt, hút ẩm, chống cháy và có khối lượng rất nhẹ, với tính năng này nó thật là thứ tuyệt vời để làm trần ở khí hậu Việt Nam.
- dễ thi công và lắp đặt với kỹ thuật đơn giản và ít tốn thời gian với chi phí không cao.
- Hiện nay loại trần này là sự lựa của đa số các công trình.
- về mỹ thuật rất đạt, trang trí nội thất. Hệ thống khung trần nổi sẽ thấy được khung viền phối với tấm trang trí sau khi công trình hoàn thiện.